# Tendência (RPG)
Nos jogos de RPG, tendência é a linha geral de ética e moral que guia as atitudes de uma personagem do jogador, uma personagem do mestre, uma criatura ou uma sociedade.

## Definições
No jogo a moral e as atitudes pessoais gerais de um personagem ou criatura são representadas por seu alinhamento. As tendências possíveis são nove e são decorrentes do posicionamento da personalidade diante duas dualidades descritas abaixo, podendo também ser neutro, com isso chegamos a 9 combinações possíveis: cruzado (ordeiro e bom), juiz (ordeiro e neutro), dominador (ordeiro e mau); benfeitor (neutro e bom), indeciso (neutro), malfeitor (neutro e mau); rebelde (caótico e bom), espírito livre (caótico e neutro) e destruidor (caótico e mau).

## Bem e Mal
Personagens e criaturas boas protegem vida inocente. Personagens e criaturas más degradam ou destroem vida inocente, por diversão ou por lucro.
"Bem" implica altruísmo, respeito pela vida e consideração pela dignidade de seres sensíveis. Personagens bondosos fazem sacrifícios pessoais para ajudar os outros em maior ou menor grau.
"Mal" implica ferir, oprimir e matar os outros. Algumas criaturas más simplesmente não têm compaixão alguma pelos outros e matam sem escrúpulos se fazê-lo for conveniente. Outros ativamente buscam o mal, matando por esporte ou por dever para com alguma divindade ou mestre mau.
Pessoas que são neutras quanto a bem e mal têm escrúpulos em matar inocentes mas não têm o compromisso de fazer sacrifícios para proteger ou ajudar os outros. Pessoas neutras se comprometem a outros por relações pessoais. Uma pessoa neutra pode se sacrificar para proteger sua família ou mesmo sua terra, mas não o faria por estranhos que não estão ligados a eles.
Animais e outras criaturas incapazes de ação moral são neutros em vez de bons ou maus.

## Lei e Caos
Personagens leais falam a verdade, mantém sua palavra, respeitam autoridade, honram tradição e julgam aqueles que não estão à altura de seus deveres. Personagens caóticos seguem suas consciências, ressentem serem ditos o que fazer, favorecem novas idéias acima da tradição e fazem o que prometem se acharem por bem.
"Lei" implica honra, confiabilidade e obediência a autoridade. Por outro lado, pode incluir mentalidade fechada, aderência reacionária à tradição e falta de adaptabilidade.
"Caos" implica liberdade, adaptabilidade e flexibilidade. Por outro lado, caos pode incluir imprudência, ressentimento para com autoridade legítima, ações arbitrárias e irresponsabilidade.
Pessoas que são neutras quanto a lei e caos possuem um respeito normal por autoridade e não sentem compulsão nem a obedecer nem a rebelar-se. São honestas, mas podem ser tentadas a mentir ou enganar outros.
Animais e outras criaturas incapazes de ação moral são neutros.

## Tendências
As tendências (em inglês alignments) são as nove combinações que surgem dos conceitos de lei e caos, bem e mal e neutralidade:
| Leal e bom    | Neutro e bom | Caótico e bom    |
| Leal e neutro | Neutro       | Caótico e neutro |
| Leal e mau    | Neutro e mau | Caótico e mau    |

- Leal e bom (Lawful good): Costuma agir com compaixão e sempre com honra e senso de dever. Cavaleiros e paladinos costumam seguir essa tendência.
- Neutro e bom (Neutral good): Benfeitor, costuma agir com altruísmo independente das regras e tradições.
- Caótico e bom (Chaotic good): Rebelde e revolucionário, costuma fazer o necessário para o bem, sem se ater à ordem e à lei.

- Leal e neutro (Lawful neutral): Juiz e imparcial, é fiel às leis e as cumpre independente da moral e de quem será beneficiado ou prejudicado por isso.
- Neutro (True neutral): Pragmático e realista, busca o equilíbrio e procura a solução ideal de acordo com as circunstâncias, independente das regras e da moral. Por outro lado, animais e seres sem capacidade de julgamento também seguem essa tendência.
- Caótico e neutro (Chaotic neutral): Individualista e libertino, segue suas emoções independente das regras e da moral e preza pela total liberdade.

- Leal e mau (Lawful evil): Tirano e dominador, explora as regras para o seu próprio bem.
- Neutro e mau (Neutral evil): Mercenário e egoísta, se alia a qualquer lado para atingir seus objetivos.
- Caótico e mau (Chaotic evil): Psicopata e destruidor, faz o mal sem qualquer justificativa.